# Lina Esco
Lina Esco, född 14 maj 1985 i Miami, Florida, är en amerikansk fotomodell, skådespelare, producent, regissör och aktivist. Hon fick erkännande år 2007 för rollen som Jimmy Smits dotter i CBS-dramat Cane. Hon har också haft en framgångsrik filmkarriär som skådespelare i ett flertal filmer London, 2005, Kingshighway, 2010, LOL, 2012 och senast Free the Nipple,  2013, men är numera mest känd som filmproducent, regissör och feministisk aktivist.

## Biografi
Lina Esco föddes i Miami, Florida 1985. Vid 14 års ålder flyttade hon till Frankrike och arbetade som modell, därefter till London, där hon arbetade med teater och där hon fick sin första filmroll. Hon flyttade senare tillbaka till USA, först till New York, därefter till Los Angeles, där hon började arbeta som skådespelare i film och TV. 
Hon har blivit mest känd för att ha regisserat och medverkat i filmen Free the Nipple, 2014, och även verkat som feministisk aktivist och ledande ideolog inom rörelsen "free the nipple".